# Симеон, Ричсон
Ричсон Симеон (англ. Richson Simeon; род. 5 октября 1997, Коста-Меса, Калифорния) — маршалловский легкоатлет, выступавший в беге на короткие дистанции. Участник летних Олимпийских игр 2016 года.

## Биография
Ричсон Симеон родился 5 октября 1997 года в американском городе Коста-Меса.
Жил в американском городе Сакраменто в штате Калифорния. Получил предложение от Национального олимпийского комитета Маршалловых Островов предложение выступить на летних Олимпийских играх 2016 года, после того как спортивные функционеры впечатлились видео с его игрой в футбол в средней школе. До марта 2016 года Симеон ни разу не выступал в спринте.
В 2016 году вошёл в состав сборной Маршалловых Островов на летних Олимпийских играх в Рио-де-Жанейро. В беге на 100 метров занял последнее, 8-е место в 1/8 финала, показав результат 11,81 секунды, уступив 0,99 секунды попавшему в четвертьфинал с 3-го места Мохаммеду Абухусе из Палестины. Наряду с Этимони Тимуани из Тувалу показал худший результат, который тем не менее стал его личным рекордом. Выступление на Олимпиаде стало для него пятым стартом в карьере.
В 2017 году участвовал в Азиатских играх по боевым искусствам и состязаниям в помещениях в Ашхабаде. В беге на 60 метров занял последнее, 7-е место в четвертьфинале с результатом 7,81.

## Личные рекорды
- Бег на 100 метров — 11,81 (13 августа 2016, Рио-де-Жанейро)[4]
- Бег на 60 метров (в помещении) — 7,81 (19 сентября 2017, Ашхабад)[4]